# 刘德源
刘德源（1925年—），男，山东黄县人，中国纪录片摄影师、编导，曾任中央新闻纪录电影制片厂副厂长，中国电影家协会理事，第五届全国人大代表。